# Stelling van Fubini
De stelling van Fubini is een naar Guido Fubini genoemde wiskundige stelling over dubbelintegralen die zegt dat onder bepaalde voorwaarden de dubbelintegraal bepaald kan worden door herhaalde integratie.

## Voor riemannintegratie
Voor de riemannintegraal luidt de stelling:
Laat {\displaystyle f:[a,b]\times [c,d]\to \mathbb {R} } een continue functie zijn.
Dan is {\displaystyle \int _{a}^{b}f(x,y)\,\mathrm {d} x:[c,d]\to \mathbb {R} } ook continu en er geldt:
{\displaystyle \int _{c}^{d}\int _{a}^{b}f(x,y)\,\mathrm {d} x\,\mathrm {d} y=\int _{a}^{b}\int _{c}^{d}f(x,y)\,\mathrm {d} y\,\mathrm {d} x=\int \limits _{[a,b]\times [c,d]}f(x,y)\,\mathrm {d} (x,y)}

## Voor lebesgue-integratie
Laat {\displaystyle (X,\Sigma ,\mu )} en {\displaystyle (Y,\Sigma ',\nu )} twee  maatruimten zijn en {\displaystyle f:X\times Y\to \mathbb {R} } een meetbare functie die ten opzichte van de productmaat {\displaystyle \lambda =\mu \otimes \nu } integreerbaar is, wat inhoudt dat
{\displaystyle \int \limits _{X\times Y}|f|\,\mathrm {d} \lambda <\infty }
of {\displaystyle f\geq 0} bijna overal.
Dan zijn voor bijna alle {\displaystyle y} de functie
{\displaystyle x\mapsto f(x,y)}
en voor bijna alle {\displaystyle x} de functie
{\displaystyle y\mapsto f(x,y)}
integreerbaar respectievelijk niet-negatief, en er geldt:
{\displaystyle x\mapsto \int \limits _{Y}f(x,y)\,\mathrm {d} \nu (y)}
{\displaystyle y\mapsto \int \limits _{X}f(x,y)\,\mathrm {d} \mu (x)}
zijn ook integreerbaar respectievelijk niet-negatief, en
{\displaystyle \int \limits _{X\times Y}f\,\mathrm {d} \lambda =\int _{Y}\int _{X}f(x,y)\,\mathrm {d} \mu (x)\mathrm {d} \nu (y)=\int _{X}\int _{Y}f(x,y)\,\mathrm {d} \nu (y)\mathrm {d} \mu (x)}

## Stelling van Tonelli (ook stelling van Fubini-Tonelli)
Deze stelling van Tonelli gaat historisch vooraf aan de bovengenoemde stellingen. Voor deze stelling is de integreerbaarheid ten opzichte van de productmaat geen noodzakelijke voorwaarde. Het is voldoende dat voor de absolute waarde {\displaystyle |f|} een van de herhaalde integralen bestaat.
Laat {\displaystyle f(x,y)} een reële meetbare functie als boven zijn. Als een van de herhaalde integralen 
{\displaystyle \int _{Y}\int _{X}|f(x,y)|\,\mathrm {d} \mu (x)\mathrm {d} \nu (y)}
{\displaystyle \int _{X}\int _{Y}|f(x,y)|\,\mathrm {d} \nu (y)\mathrm {d} \mu (x)}
bestaat, dan bestaat ook de andere, en is {\displaystyle f(x,y)} integreerbaar ten opzichte van de productmaat. Bovendien geldt dan:
{\displaystyle \int \limits _{X\times Y}f\,\mathrm {d} \lambda =\int _{Y}\int _{X}f(x,y)\,\mathrm {d} \mu (x)\mathrm {d} \nu (y)=\int _{X}\int _{Y}f(x,y)\,\mathrm {d} \nu (y)\mathrm {d} \mu (x)}